# Franziska Schmidt-Dick
Franziska Schmidt-Dick (* 5. Juli 1944 in Villach; † vor oder am 22. Mai 2025) war eine österreichische Numismatikerin.

## Leben
Von 1966 bis 1973 studierte Franziska Schmidt-Dick Klassische Archäologie, Numismatik und Alte Geschichte in Wien. Ergänzend besuchte sie Lehrveranstaltungen in den Fächern Ägyptologie und Indologie. Während des Studiums leistete sie Restaurierungsarbeiten in der Anthropologischen Abteilung im Naturhistorischen Museum in Wien und Hilfsarbeit in Schweden. Am 10. Juli 1973 wurde Schmidt-Dick zum Dr. phil. promoviert. Anschließend war sie vom 1. Jänner 1974 bis zum 31. Juli 2004 Mitarbeiterin der Numismatischen Kommission der Österreichischen Akademie der Wissenschaften.

## Forschungsschwerpunkte
Schmidt-Dicks Hauptaufgabe an der Numismatischen Kommission war die Publikation etlicher Münzsammlungen im Rahmen des Projektes Thesaurus Nummorum Romanorum et Byzantinorum (TNRB) sowie die Aufarbeitung antiker Fundmünzen im Rahmen des Projektes Die Fundmünzen der römischen Zeit in Österreich (FMRÖ). Ein weiterer Themenschwerpunkt ihrer Forschungsarbeiten ist die systematische Analyse der reichsrömischen Reverstypologie.

## Methoden/Zugangsweisen
Neben der genauen Prüfung der Münze als Quelle bemühte sich Schmidt-Dick, diese im Emissionszusammenhang, basierend auf den Ideen des Wiener Aufbaus, zu sehen und darzubieten. Daneben versucht sie, aufbauend auf einer detaillierten Betrachtung der Grundtypen mit all ihren Varianten, die Kommunikationsmöglichkeiten des Mediums Münze zu erschließen, wobei die Kleinheit des Objekts in Bild und Legende zu einer knappen und verkürzten Darbietung zwingt.

## Schriften
- Thesaurus Nummorum Romanorum et Byzantinorum. (TNRB), ZDB-ID 526385-2. Verlag der Österreichischen Akademie der Wissenschaften, Wien 1975 ff.
  - Band 1: Die Münzsammlungen der Zisterzienserstifte Wilhering und Zwettl (= Österreichische Akademie der Wissenschaften. Philosophisch-historische Klasse. Denkschriften. 121 = Österreichische Akademie der Wissenschaften. Veröffentlichungen der Numismatischen Kommission. 3). 1975, ISBN 3-7001-0099-X.
  - Band 3: mit Barbara Czurda: Die Münzsammlung der Universität Wien. Institut für Numismatik (= Österreichische Akademie der Wissenschaften. Philosophisch-historische Klasse. Denkschriften. 140 = Österreichische Akademie der Wissenschaften. Veröffentlichungen der Numismatischen Kommission. 9). 1980, ISBN 3-7001-0329-8.
  - Band 4: mit Michael Alram, Roswitha Denk und Wolfgang Szaivert: Die Münzsammlungen der Benediktinerstifte Kremsmünster und St. Paul im Lavanttal (= Österreichische Akademie der Wissenschaften. Philosophisch-historische Klasse. Denkschriften. 162 = Österreichische Akademie der Wissenschaften. Veröffentlichungen der Numismatischen Kommission. 11 (recte: 10)). 1983, ISBN 3-7001-0558-4 (den Teil „St. Paul“).
  - Band 7: mit  Wolfgang Hahn und Wolfgang Szaivert: Die Münzsammlung des Bezirksmuseums Stockerau (= Österreichische Akademie der Wissenschaften. Philosophisch-historische Klasse. Denkschriften. 219 = Österreichische Akademie der Wissenschaften. Veröffentlichungen der Numismatischen Kommission. 26). 1991, ISBN 3-7001-1868-6.
  - Band 9: Die römischen Münzen des Medagliere im Castelvecchio zu Verona. = Le monete romane nel Medagliere del Castelvecchio a Verona (= Österreichische Akademie der Wissenschaften. Philosophisch-historische Klasse. Denkschriften. 239 = Österreichische Akademie der Wissenschaften. Veröffentlichungen der Numismatischen Kommission. 30). 1995, ISBN 3-7001-2181-4.

- Die Fundmünzen der römischen Zeit in Österreich. (FMRÖ)
  - Abteilung 2: Kärnten. 2: Der Schatzfund von Baldersdorf. BH Spittal a. d. Drau. Verlag des Geschichtsvereines für Kärnten, Klagenfurt 1976.
  - Abteilung 9: Wien (= Österreichische Akademie der Wissenschaften. Veröffentlichungen der Numismatischen Kommission. 8). Verlag der Österreichischen Akademie der Wissenschaften, Wien 1978, ISBN 3-7001-0269-0.
  - Abteilung 1: Burgenland. 2 (= Österreichische Akademie der Wissenschaften. Veröffentlichungen der Numismatischen Kommission. 15). Verlag der Österreichischen Akademie der Wissenschaften, Wien 1984, ISBN 3-7001-0649-1.
  - Abteilung 2: Kärnten. 3 (= Österreichische Akademie der Wissenschaften. Veröffentlichungen der Numismatischen Kommission. 19). Verlag der Österreichischen Akademie der Wissenschaften, Wien 1989, ISBN 3-7001-1538-5.

- Typenatlas der römischen Reichsprägung von Augustus bis Aemilianus. 2 Bände. Verlag der Österreichischen Akademie der Wissenschaften, Wien 2002–2011;
  - Band 1: Weibliche Darstellungen (= Österreichische Akademie der Wissenschaften. Philosophisch-historische Klasse. Denkschriften. 309 = Österreichische Akademie der Wissenschaften. Veröffentlichungen der Numismatischen Kommission. 38 = Numismatische Zeitschrift. 110). 2002, ISBN 3-7001-3125-9;
  - Band 2: Geographische und männliche Darstellungen (= Österreichische Akademie der Wissenschaften. Philosophisch-historische Klasse. Denkschriften. 428 = Österreichische Akademie der Wissenschaften. Veröffentlichungen der Numismatischen Kommission. 55). 2011, ISBN 978-3-7001-6955-0.